# Joseph Kallarangatt
Joseph Kallarangatt (ur. 29 listopada 1956 w Kayyoor) – indyjski duchowny syromalabarski, od 2004 biskup Palai.

## Życiorys
Święcenia kapłańskie otrzymał 2 stycznia 1982 i został inkardynowany do eparchii Palai. Po krótkim wikariuszowskim stażu został wysłany do Rzymu na studia doktoranckie z teologii. Po uzyskaniu tytułu powrócił do kraju i został wykładowcą seminarium w Kottayam oraz w miejscowym instytucie teologicznym.
18 marca 2004 papież Jan Paweł II mianował go eparchą Palai. Sakry udzielił mu 2 maja 2004 w Palai abp Joseph Powathil.